# Staurodesmus extensus
Staurodesmus extensus  là một loài Song tinh tảo trong họ Desmidiaceae, thuộc chi Staurodesmus.